# Kenneth Dale Cockrell
Kenneth Dále Cockrell (* 9. dubna 1950 v Austinu, stát Texas, USA) je pilot námořnictva a americký kosmonaut. Ve vesmíru byl pětkrát.

## Život

### Studium a zaměstnání
V roce 1974 zdárně ukončil střední školu Rockdale High School ve městě Rockdale v Texasu a poté absolvoval vysokoškolská studia na univerzitě University of Texas a University of West Florida. Zakončil je v roce 1974 a vzápětí poté nastoupil do armády. Sloužil jako pilot námořnictva na letadlových lodích USS Midway a USS Constellation. V letech 1974–1978 absolvoval výcvik testovacích pilotů.
V roce 1987 byl přijat do NASA, v letech 1990 až 1991 absolvoval výcvik a poté byl zařazen do oddílu astronautů.
Používal přezdívky Taco a Ken. Oženil se s Joan Denise, rozenou Rainesovou.

### Lety do vesmíru
Na oběžnou dráhu se v raketoplánech dostal pětkrát a strávil ve vesmíru 64 dní, 12 hodin a 24 minut. Byl 287 člověkem ve vesmíru.
- STS-56, Discovery (8. dubna 1993 – 17. dubna 1993), letový specialista
- STS-69 Endeavour (7. září 1995 – 18. září 1995), pilot
- STS-80 Columbia, (19. listopad 1996 – 7. prosinec 1996), velitel
- STS-98 Atlantis (7. února 2001 – 16. února 2001), velitel
- STS-111 Endeavour (5. června 2002 – 19. června 2002), velitel